# Broadhembury
Broadhembury – wieś w Anglii, w hrabstwie Devon, w dystrykcie East Devon. Leży 23 km na północny wschód od miasta Exeter i 233 km na zachód od Londynu. W 2001 miejscowość liczyła 654 mieszkańców.